# Miroslav Karásek
Miroslav Karásek est un gymnaste artistique tchécoslovaque.

## Carrière
Miroslav Karásek est médaillé d'or aux anneaux et par équipes aux Championnats du monde de gymnastique artistique 1922 à Ljubljana.